# 伊藤宗一
伊藤 宗一（いとう そういち、1981年2月17日 - ）は、日本の漫画家・イラストレーター。神戸市出身。
同人サークル「PARAISO」を主宰している。

## 主な作品

### 漫画
- 温泉大決戦（コミックメガストアH）
- いちばんうしろの大魔王（原作：水城正太郎、チャンピオンRED）

### 挿画
- いちばんうしろの大魔王（水城正太郎・著、HJ文庫）[1]
- 伊勢崎ウェポンディーラーズ 〜異世界で武器の買い取り始めました〜（九重七六八・著、HJノベルス）
- デーモンロード・ニュービー（山和平・著、GA文庫）
- 常敗将軍、また敗れる（北条新九郎・著、HJ文庫）
- 最強夢装少女の俺がヒロインに正体バレた結果（神秋昌史・著、角川スニーカー文庫）
- つるぎのかなた（渋谷瑞也・著、電撃文庫）
- 追放戦士のバール無双〝SIMPLE殴打2000〟〜狂化スキルで成り上がるバールのバールによるバールのための英雄譚〜（右薙光介・著、HJノベルス）
- 退屈嫌いの封印術師（空松蓮司・著、SQEXノベル）
- ポイントギフター《経験値分配能力者》の異世界最強ソロライフ〜ブラックギルドから解放された男は万能最強職として無双する〜（九十九弐式、すかいふぁーむ・著、ダッシュエックス文庫）
- この日、『偽りの勇者』である俺は『真の勇者』である彼をパーティから追放した（シノノメ公爵・著、HJ文庫）
- 魔王令嬢の執行者 〜魔王国に追放された無能勇者、隠された天与スキルで無双する〜（Sty・著、角川スニーカー文庫）
- 無双道化と忘却少女 〜ふざけた愚か者が笑われた時、最強の逆転劇は始まる〜（一ノ瀬乃一・著、ダッシュエックス文庫）